# NGC 1093
NGC 1093 este o galaxie spirală situată în constelația Triunghiul. A fost descoperită în 6 decembrie 1879 de către Édouard Stephan⁠(d).